# Best Air
Best Air (mã IATA = 5Q, mã ICAO = BEA) là hãng hàng không phụ thuộc của hãng "Best Aviation" (Bangladesh), có trụ sở ở Dhaka. Hãng có căn cứ ở Sân bay quốc tế Zia và có 2 đìểm đến quốc nội cùng 1 điểm đến quốc tế.

## Lịch sử
Best Air được Giới chức Hàng không dân dụng Bangladesh cho phép lập Công ty năm 2006. Hãng được thành lập năm 2007 như một hãng hàng không liên doanh giữa "Best Aviation" (Bangladesh) và "Aqeeq Aviation Holding" (Kuwait). Hãng bắt đầu hoạt động từ tháng 1 năm 2008 bằng 1 máy bay Boeing 737-200

## Các nơi đến
Quốc nội
- Bangladesh

- Dhaka
- Chittagong

Quốc tế
- Thái Lan

- Bangkok

## Đội máy bay
(tháng 5/2008)
- 1 Boeing 737-200